# Ouerre
Ouerre és un municipi francès, situat al departament de l'Eure i Loir i a la regió de Centre – Vall del Loira. L'any 2007 tenia 684 habitants.

## Demografia

### Població
El 2007 la població de fet d'Ouerre era de 684 persones. Hi havia 247 famílies, de les quals 32 eren unipersonals (20 homes vivint sols i 12 dones vivint soles), 93 parelles sense fills, 110 parelles amb fills i 12 famílies monoparentals amb fills.
La població ha evolucionat segons el següent gràfic:
Habitants censats

### Habitatges
El 2007 hi havia 326 habitatges, 253 eren l'habitatge principal de la família, 61 eren segones residències i 12 estaven desocupats. 325 eren cases i 1 era un apartament. Dels 253 habitatges principals, 237 estaven ocupats pels seus propietaris, 9 estaven llogats i ocupats pels llogaters i 6 estaven cedits a títol gratuït; 9 tenien dues cambres, 28 en tenien tres, 65 en tenien quatre i 150 en tenien cinc o més. 200 habitatges disposaven pel capbaix d'una plaça de pàrquing. A 91 habitatges hi havia un automòbil i a 153 n'hi havia dos o més.

### Piràmide de població
La piràmide de població per edats i sexe el 2009 era:
| Homes | Edats   | Dones |
| ----- | ------- | ----- |
| 0     | 95 o +  | 0     |
| 0     | 90 a 94 | 0     |
| 4     | 85 a 89 | 0     |
| 4     | 80 a 84 | 8     |
| 12    | 75 a 79 | 12    |
| 20    | 70 a 74 | 12    |
| 4     | 65 a 69 | 20    |
| 16    | 60 a 64 | 8     |
| 8     | 55 a 59 | 16    |
| 24    | 50 a 54 | 16    |
| 12    | 45 a 49 | 16    |
| 20    | 40 a 44 | 32    |
| 40    | 35 a 39 | 16    |
| 24    | 30 a 34 | 28    |
| 0     | 25 a 29 | 8     |
| 4     | 20 a 24 | 24    |
| 8     | 15 a 19 | 28    |
| 12    | 10 a 14 | 24    |
| 40    | 5 a 9   | 12    |
| 24    | 0 a 4   | 8     |

## Economia
El 2007 la població en edat de treballar era de 442 persones, 349 eren actives i 93 eren inactives. De les 349 persones actives 314 estaven ocupades (165 homes i 149 dones) i 34 estaven aturades (13 homes i 21 dones). De les 93 persones inactives 40 estaven jubilades, 35 estaven estudiant i 18 estaven classificades com a «altres inactius».

### Ingressos
El 2009 a Ouerre hi havia 256 unitats fiscals que integraven 715 persones, la mediana anual d'ingressos fiscals per persona era de 22.132 €.

### Activitats econòmiques
Dels 19 establiments que hi havia el 2007, 1 era d'una empresa de fabricació de material elèctric, 1 d'una empresa de fabricació d'altres productes industrials, 3 d'empreses de construcció, 3 d'empreses de comerç i reparació d'automòbils, 2 d'empreses de transport, 1 d'una empresa immobiliària, 6 d'empreses de serveis i 2 d'empreses classificades com a «altres activitats de serveis».
Dels 3 establiments de servei als particulars que hi havia el 2009, 1 era una fusteria, 1 electricista i 1 perruqueria.
L'únic establiment comercial que hi havia el 2009 era una botiga d'equipament de la llar.
L'any 2000 a Ouerre hi havia 11 explotacions agrícoles que ocupaven un total de 666 hectàrees.

## Equipaments sanitaris i escolars
El 2009 hi havia una escola elemental integrada dins d'un grup escolar amb les comunes properes formant una escola dispersa.

## Poblacions més properes
El següent diagrama mostra les poblacions més properes.